# Jessie (Dakota du Nord)
Pour les articles homonymes, voir Jessie.
Jessie est une census-designated place située dans le comté de Griggs, dans l’État du Dakota du Nord, aux États-Unis. Lors du recensement de 2010, la ville comptait 25 habitants. En 2016, sa population est estimée à 16 habitants.
Bien que n’étant pas incorporée, Jessie dispose d’un bureau de poste et d’un code postal.

## Démographie
| Groupe            | Jessie | Dakota du Nord | États-Unis |
| ----------------- | ------ | -------------- | ---------- |
| Blancs            | 84     | 90,0           | 72,4       |
| Afro-Américains   | 16     | 1,2            | 12,6       |
| Autres            | 0      | 8,8            | 15         |
| Total             | 100    | 100            | 100        |
|                   |        |                |            |
| Latino-Américains | 0      | 2,0            | 16,7       |

Selon l'American Community Survey, pour la période 2011-2015, 100 % de la population âgée de plus de 5 ans déclare parler l'anglais à la maison.
Le revenu par habitant était en moyenne de 22 356 dollars par an entre 2012 et 2016, largement inférieur à la moyenne du Dakota du Nord (33 107 dollars), et à la moyenne nationale (29 829 dollars). Toutefois, sur cette même période, aucun des habitants de Jessie vivait sous le seuil de pauvreté (contre 11,2 % dans l'État et 12,7 % à l'échelle des États-Unis).
| 2000 | 2010 | - | - | - | - |
| ---- | ---- | - | - | - | - |
| 6    | 25   | - | - | - | - |

## Source
- (en) Cet article est partiellement ou en totalité issu de l’article de Wikipédia en anglais intitulé « Jessie, North Dakota » (voir la liste des auteurs).